# Vinalon

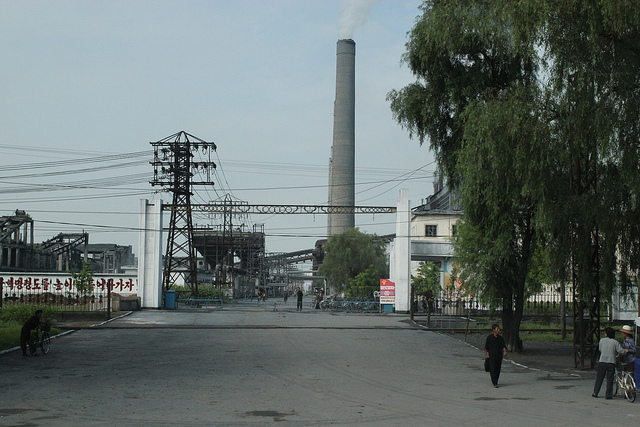
A hungnam (hungnam-)i vinalongyár bejárata

A Vinalon, vagy néha Vinylon (hangul: 비날론, katakana: ビニロン, RR: Vinalon) becenevén Dzsucse (Juche)-szál egyfajta szintetikus szál, amely polivinilalkoholból készül antracit  és mészkő hozzáadásával.

## Története
A Vinalont 1939-ben találta fel Szakurada Icsiro, Ri Szunggi (Ri Sung-gi), és Kavakami Hirosi. 1941. február 20-án szabadalmaztatták találmányukat Japánban a 147958-as szabadalomszám alatt, de a gyártása nem kezdődött el a második világháború kitörésééig. Koreában 1950-ig nem foglalkoztak vele, de amikor koreai feltalálója, Ri Észak-Koreába disszidált, felkeltette iránta az érdeklődést. A próbagyártást 1954-ben kezdték meg, majd 1961-ben megépült a nagyméretű Február Nyolcadika Vinalon Komplexum Hungnamban. Sikerét és gyors elterjedését Észak-Koreában az újdonsült dzsucse (juche)-eszme sikereként mutatták be.
A hungnam (hungnam-)i gyár mellett 1998-ban megnyitottak egy másik Vinalon-gyárat is a Dél-Phjongan (Pyongan) tartományban. 2010 elején Kim Dzsongil (Kim Jong-il) személyesen részt vett egy nagygyűlésen a hungnam (hungnam-)i gyárban, amit éppen akkor nyitottak újra 16 év üzemszünet után. Mivel Kim többnyire politikai gyűlésekre járt és katonai felvonulásokat tekintett meg, ez volt az első feljegyzett alkalom, hogy üzemi gyűlésen jelent meg.
Később Észak-Korea nemzeti jelképévé vált, és ebből készül a textilanyagok nagy része. Ruházat mellett cipők, kötelek és paplantöltetek készülnek belőle.
Toshiko MacAdam textilművész kezdetben Vinalont használt, mivel gazdaságosabbnak bizonyult, mint a nylon.

## Tulajdonságai

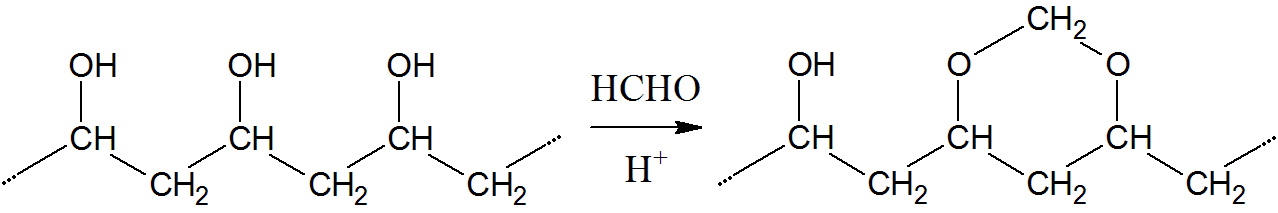
A Vinalon szintézise

A vinalon ellenáll a hőnek, és a vegyi anyagoknak, de számos hátránya van: nagyon merev, más anyagokhoz képest viszonylag drága előállítani és nehéz színezni.
A vinalon közepes vagy sötét színekre való színezése direkt, kén-, azo-, diszperziós és fém-komplex színezékekkel történhet. Fekete és mélysötét színek esetében azonban legelőnyösebb az anyagában színezett szálak használata.